# Вейе, Марк
Марк Вейе́ (фр. Marc Weiller; 1880—1945) — французский ботаник.

## Биография
Марк Вейе родился 9 февраля 1880 года на территории коммуны Ангулем. Учился в Колледже св. Павла в Ангулеме, затем перешёл в Колледж Станисласа в Париже. В 1899 году поступил в Политехническую школу, где учился артиллерии, после чего записывается в гарнизон в коммуну Ванн. С 1907 года Вейе — член Ботанического общества Франции.
В декабре 1910 года Вейе женился на Мадлен Дро, затем служил в Орлеане и Клермон-Ферране.
С 1914 по 1918 Вейе был капитаном 36-го и 53-го артиллерийских полков. После Первой мировой войны получил Военный крест и стал кавалером Ордена Почётного легиона, затем работал в Министерстве обороны Франции. В 1920 году Вейе, будучи офицером Ордена Почётного легиона и подполковником, ушёл на пенсию.
В 1931 году Вейе, Эмиль Жаандье и Мари Луи Эмбарже исследовали флору юго-запада Марокко. С 1939 года Вейе, Рене Мэр и другие ботаники работали над подготовкой монографии флоры Северной Африки.
20 июля 1945 года Марк Вейе скончался.

## Некоторые виды растений, названные в честь М. Вейе
- Lotus weilleri Maire, 1928
- Satureja weilleri Maire, 1928